# Liberty Avenue (stacja metra)
Liberty Avenue – stacja metra nowojorskiego, na linii A i C. Znajduje się w dzielnicy Brooklyn, w Nowym Jorku i zlokalizowana jest pomiędzy stacjami Broadway Junction i Van Siclen Avenue. Została otwarta 28 listopada 1948.